# Sarracenia moorei
Sarracenia moorei este o specie de plante carnivore din genul Sarracenia, familia Sarraceniaceae, ordinul Ericales, descrisă de Maxwell Tylden Masters. Conform Catalogue of Life specia Sarracenia moorei nu are subspecii cunoscute.